# Oskar Dinort
Oskar Dinort (* 23. Juni 1901 in Berlin-Charlottenburg; † 27. Mai 1965 in Köln) war ein deutscher Luftwaffenoffizier, „Stuka“-Pilot im Zweiten Weltkrieg und Träger des Ritterkreuzes des Eisernen Kreuzes.

## Leben

### Frühe Karriere
Bereits im Alter von 18 Jahren trat Dinort als Freiwilliger dem Freikorps der Garde-Kavallerie-Schützen-Division bei. Hier stieg er schnell zum Oberleutnant auf und begann in seiner Freizeit Segelflugzeuge zu fliegen. Am 20. Oktober 1929 gelang es ihm sogar einen Weltrekord im Dreieckssegelfliegen aufzustellen. 1930 nahm er am „Europaflug“ teil. Mit einer einmotorigen Klemm L 26 gewann er 1931 den Deutschlandflug.

### Luftwaffe
1934 wurde Dinort zum Deutschen Luftsportverband (dem Vorgänger der Luftwaffe) versetzt und zum Hauptmann befördert, am 31. März 1935 dann von Ernst Udet als Generalstabsoffizier ins Reichsluftfahrtministerium nach Berlin kommandiert. Hier hatte er großen Anteil an der Erprobung der neuen Jagd- und Sturzkampfflugzeuge und Fliegerbomben (siehe auch Dinort-Stab). Vom 20. Februar 1936 bis zum 15. März 1937 hatte er das Kommando über die III. Gruppe des Jagdgeschwaders 134 (JG 134) „Horst Wessel“, 1937 wurde er zum Major befördert und erhielt das Kommando über die I. Gruppe des Sturzkampf-Geschwaders 165, eines der ersten Stuka-Geschwader überhaupt.

### Zweiter Weltkrieg
Am Morgen des 1. September 1939 führte er eine Gruppe des Stuka-Geschwaders 2 beim Angriff auf die polnische Kleinstadt Wieluń. Bei diesem Luftangriff starben 1200 Zivilisten. Da es sich um einen Angriff auf ein nicht militärisches Ziel handelte, sei die Bombardierung als Kriegsverbrechen zu werten. In einer noch in der Zeit des Nationalsozialismus erschienenen Veröffentlichung verherrlichte er den Luftangriff. Insgesamt flog Dinort beim Überfall auf Polen 40 Feindeinsätze und wurde am 15. Oktober 1939 der erste Kommandeur des Stuka-Geschwaders 2. Mit diesem nahm er am Frankreichfeldzug und dem Unternehmen Barbarossa teil und wurde in der Folge am 20. Juni 1940 mit dem Ritterkreuz des Eisernen Kreuzes und am 14. Juli 1941 als erster Stukapilot überhaupt mit dem Eichenlaub zum Ritterkreuz ausgezeichnet. Ab Februar 1942 übernahm Dinort Aufgaben als Berater für Bomber-Taktiken im Stab von Generalfeldmarschall Erhard Milch und wurde 1944 schließlich Kommandeur der 3. Fliegerschuldivision. Am 1. April 1945 wurde er zum Generalmajor befördert. Vom 23. Juni 1945 bis 16. Juni 1947 befand er sich in Kriegsgefangenschaft.

### Nach dem Krieg
In Dortmund errichtete er eine Firma zur Erforschung von Schlagflügel-Flugzeugen.

## Auszeichnungen
- Wehrmacht-Dienstauszeichnung IV. bis II. Klasse
- Eisernes Kreuz (1939) II. Klasse am 20. September 1939
- Eisernes Kreuz (1939) I. Klasse am 11. Mai 1940
- Ritterkreuz des Eisernen Kreuzes mit Eichenlaub[5]
  - Ritterkreuz am 20. Juni 1940
  - Eichenlaub am 14. Juli 1941 (21. Verleihung)
- Bulgarischer Militärorden für Tapferkeit III. Klasse, I. Stufe
- Frontflugspange für Kampf- und Sturzkampfverbände in Gold